# غابرييل فرنانديز
جبريل فرنانديز (بالإسبانية: Gabriel Matías Fernández)‏ (13 مايو 1994 في الأوروغواي - ) هو لاعب كرة قدم أوروغواني في مركز الهجوم. لعب مع بنيارول وديفينسور سبورتينغ وغريميو بورتو أليغرينزي ونادي راسينغ مونتيفيديو وCerro Largo F.C. ‏.

## وصلات خارجية
- غابرييل فرنانديز على موقع قاعدة بيانات كرة القدم.إي يو (الإنجليزية)
- غابرييل فرنانديز على موقع Soccerway.com (الإنجليزية)